# Контролирующая журналистика
Контролирующая журналистика (англ. watchdog journalism) предоставляет читателю информацию о происходящем во властных структурах, влиятельных частных и общественных организациях, таким образом, делая их подотчетными гражданам и стимулируя необходимые перемены.
В качестве основных направлений журналистики контроля можно выделить:
- Факт-че́кинг
- Журналистские расследования
- Интервьюирование публичных лиц по поводу социально значимых тем

Контролирующая журналистика должна оповещать публику о замеченных проблемах. Среди её главных тем — государство и процесс принятия решений властями, незаконная деятельность, коррупция, нарушения морали, защита интересов потребителей, загрязнение окружающей среды.
Профессионалы, занимающиеся этим видом журналистики, в западной традиции также называются «сторожевые журналисты», «агенты социального контроля» и «хранители морали». Они могут работать как в традиционных средствах массовой информации: прессе, телевидении и радио, так на интернет-площадках — таких, как блоги.

## Роль
Контролирующий журналист может выступать в качестве:
- общественного защитника, обеспечивая граждан необходимой информации, с помощью которой они могут предотвратить злоупотребления властью
- представителя общества, поднимая важнейшие темы и задавая острые вопросы представителям различных правительственных и неправительственных организаций[3]

Чтобы выполнять эти функции, журналист должен быть объективен и независим от власть имущих. Благодаря своей отдаленности от власти и роли, контролирующую журналистику часто называют четвертой властью или обозначают в контексте этого термина. В центре внимания контролирующих журналистов широкий спектр тем: «скандалы с участием публичных личностей, финансовые нарушения, политическая коррупция, обогащение на государственной службе и другие злоупотребления».

## Направления

### Факт-чекинг
Факт-чекинг — это проверка статистики и других фактов в документах, текстах выступлений и публикаций на соответствие действительности. В США, Европе и Латинской Америке существует ряд организаций и порталов, занимающихся проверкой фактов, озвученных политиками и общественными деятелями. Среди них — Factcheck.org, Politifact.com, FactCheckEU.org, Factcheck.kz, Fact Checket газеты The Washington post и т. д. Некоторые из этих порталов осуществляют контроль не только за правительством, но и за СМИ.

### Журналистские расследования
Журналистское расследование — всестороннее рассмотрение, изучение проблемы, вопроса, события, проведенное одним журналистом, или журналистской группой. Расследование объединяет в себе элементы нескольких жанров и подразумевает работу с различными источниками и документами. Работа журналиста, расследующего какое-либо происшествие, сродни деятельности частного детектива, поскольку в её фундаменте поиск фактуры, которую заинтересованные лица и/или организации укрыли от общества.
Одним из самых известных примеров успешного журналистского расследования является Уотергейтский скандал. Благодаря разоблачениям журналистов The Washington Post Карла Бернстайна и Боба Вудворда президент США Ричард Никсон был вынужден подать в отставку, не дожидаясь импичмента.

## Контролирующая журналистика в России
Поскольку независимость от власти и объективность — два главных условия существования контролирующей журналистики , в России она получила своё начало только в эпоху гласности. Начали развиваться свободные от советской цензуры СМИ и контролирующая журналистика как жанр.
Главным направлением стали журналистские расследования. На телевидении появилась информационно-аналитическая передача «Взгляд». По словам одного из её сотрудников Владислава Флярковского, создатели и авторы программы отличалась стремлением «сунуть нос во все непонятное и неизведанное, раскопать то, что ещё не было раскопано». Другой популярной остросоциальной программой становятся «600 секунд» с Александром Невзоровым. В 1990 г. Юлиан Семенов создал газету «Совершенно секретно», где работал, впоследствии став главным редактором, Артем Боровик, чьим именем названа премия за лучшие журналистские расследования. Тогда же стали известными и другие контролирующие журналисты такие, как Александр Хинштейн,Лариса Юдина,Евгений Додолев.
После распада Советского Союза в журналистику пришел частный капитал, породивший СМИ, альтернативные государственным. В этот период с начала до середины 90-х гг., совпавший с первой чеченской войной, контролирующая журналистика вышла на первый план: телеканалы в открытую осуждали правительство, показывали сюжеты, опровергавшие официальную точку зрения. По ходу войны всё сильнее выступала против неё даже государственная ВГТРК. О боевых действиях в Чечне и связанных с ними проблемах и злоупотреблениях писали Дмитрий Холодов, Вячеслав Измайлов, Дмитрий Баранец.
В конце 1990-х-начале 2000-х самым ярким представителем контролирующей журналистики в России стала Анна Политковская, выступавшая с критикой действий власти и расследовавшая преступления Второй чеченской войны.. В настоящее время контролирующей журналистики в традиционных СМИ практически не существует: см. #Критика. Первый канал выпускает программу Человек и закон с Алексеем Пимановым, однако она не может быть отнесена к жанру контролирующей журналистики в силу государственной принадлежности канала. В то же время в Интернете, особенно в блогосфере, этот жанр продолжает жить. Широко известен блог Алексея Навального и ряд его проектов по борьбе с коррупцией, в которых он публиковал документы и материалы, связанные с нарушениями и злоупотреблениями чиновников.
Интервью как направление контролирующей журналистики развивалось в России параллельно с расследованиями, часто являясь их неотъемлемой частью. Однако сейчас на российском телевидении существует несколько авторских программ, основанных на этом направлении. Среди них Познер с Владимиром Познером, считающимся лучшим интервьюером России, Постскриптум с Алексеем Пушковым. Однако существует проблема дистанцированности подобных программ от власти, поскольку они выпускаются принадлежащими государству каналами.
Факт-чекинг в России мало развит. На данный момент только издание Slon.ru имеет рубрику «Проверка речи», в рамках которой занимается факт-чекингом, изучая речи ведущих российских политиков на предмет ошибок и нестыковок.

## Критика
Концепция контролирующей журналистики подвергается критике по ряду причин. За последние годы жанр контролирующей журналистики потерял популярность у журналистов. Многие из них предпочитают в своих материалах «передавать существующую ситуацию, а не пытаться радикально изменить её». Во время войны в Ираке в 2003 году многие американские журналисты признавались, что, по их мнению, «критиковать действия администрации — не их задача».
Большой проблемой является вопрос независимости СМИ. В условиях рыночной экономики очень трудно добиться реальной редакционной независимости, поскольку существует цензура, вводимая собственником СМИ. Таким образом, контролирующие журналисты в том или ином медиа могут быть ограничены в своих стремлениях добиться правды для общества интересами тех, кто нанимает их на работу. Особенно остро эта проблема стоит в России, где наблюдается сильная концентрация основных СМИ в руках государства и провластных компаний и вытекающая из этого их зависимость от власти.

В журналистике есть свои принципы. Принцип один: говорить правду. Второе: держать в узде собственные симпатии и антипатии. Ну и третье: быть объективным. В сегодняшней России эти те три вещи чрезвычайно тяжелы, потому что нет четвёртой власти. А есть одна власть опять.— Владимир Познер, Открытая лекция
По-настоящему независимыми как от власти, так и от капитала являются общественные СМИ, финансируемые непосредственно обществом, но в России они развиты чрезвычайно слабо.
Помимо ограничения независимости журналистов извне существует и проблема самоцензуры. Журналисты идут на компромисс с властью, чтобы не потерять работу, и стараются «не писать ничего лишнего, потому что понимают, что могут быть последствия».
Наконец, в России остро стоит вопрос безопасности профессионалов, занимающихся контролирующей журналистикой. Многие журналисты погибали при исполнении служебных обязанностей или вследствие заказного убийства. См. Список журналистов, убитых в России